# معركة رفح (1917)
 معركة رفح  دارت شمال شرق الشيخ زويد خلال حملة سيناء وفلسطين في الحرب العالمية الأولى، شمال مدينة رفح سيناء في منطقه تسمى قوز المقرونتين على الحدود بين سيناء المصرية والدولة العثمانية، وانتهت بانتصار بريطاني على القوات العثمانية.